# Jazeera Airways
Jazeera Airways (arabiska:  طيران الجزيرة, IATA: J9, ICAO: JZR) är ett kuwaitiskt lågprisflygbolag med bas på Kuwaits internationella flygplats. 
Bolaget grundades år 2004 som Kuwaits första privatägda flygbolag och inledde sin trafik den 30 oktober 2005. De flyger främst till destinationer i Asien men också till några i Europa och tillåter inte alkoholhaltiga drycker ombord.
Jazeera Airways har för närvarande (2023) 23 plan  av typerna Airbus A320-200 och Airbus 320neo med lädersäten i både business- och turistklass. Planen underhålls av Lufthansa Technik.
I maj 2018 invigde bolaget en egen terminal på Kuwaits flygplats.